# Rajd RAC 1959
Rajd RAC 1959 (16. RAC international Rally of Great Britain) – 16. edycja rajdu samochodowego Rajd RAC rozgrywanego w Wielkiej Brytanii. Rozgrywany był od 16 do 21 listopada 1959 roku. Była to dwunasta runda Rajdowych Mistrzostw Europy w roku 1959.

## Klasyfikacja rajdu
| Miejsce                      | Kierowca                     | Pilot                        | Samochód                     | Czas                         | Strata                       |                              |
| Klasyfikacja generalna i ERC | Klasyfikacja generalna i ERC | Klasyfikacja generalna i ERC | Klasyfikacja generalna i ERC | Klasyfikacja generalna i ERC | Klasyfikacja generalna i ERC | Klasyfikacja generalna i ERC |
| ---------------------------- | ---------------------------- | ---------------------------- | ---------------------------- | ---------------------------- | ---------------------------- | ---------------------------- |
| 1.                           | Gerry Burgess                | Sam Croft-Pearson            | Ford Zephyr                  | 32                           | 0.0                          |                              |
| 2.                           | Tom Gold                     | Mike Hughes                  | Austin-Healey Sprite Mk1     | 42                           | +10                          |                              |
| 3.                           | Michael Sutcliffe            | Derek Astle                  | Riley 1.5                    | 43                           | +11                          |                              |
| 4.                           | Donald Jude Morley           | Godfrey Erle Morley          | Austin-Healey                | 44                           | +12                          |                              |
| 5.                           | Codger Malkin                | Graham Robson                | Sunbeam Rapier               | 46                           | +14                          |                              |
| 6.                           | Peter Morgan                 | D.E.J Thompson               | Morgan Plus 4                | 48                           | +16                          |                              |
| 7.                           | John Spare                   | J.F. Barley                  | Singer Chamois               | 50                           | +18                          |                              |
| 8.                           | Wolfgang Levy                | Stuart Turner                | Auto Union                   | 50                           | +18                          |                              |
| 9.                           | Peter Jopp                   | Les eston                    | Sunbeam Rapier               | 50                           | +18                          |                              |
| 10.                          | Edwin Hodson                 | Allan Collinson              | Triumph TR3                  | 52                           | +20                          |                              |